# NK Bugojno Zug 94
NK Bugojno Zug 94 je amaterski hrvatski nogometni klub iz Zuga. Okuplja hrvatske iseljenike iz Bugojna. Klub je osnovan 1994. godine. Klub ima sekcije juniora, aktivnih i seniora. Organiziraju malonogometni turnir "Bugojanski turnir", nogometne turnire i Bugojansku večer.

## Vanjske poveznice
- Službene stranice  Arhivirana inačica izvorne stranice od 7. kolovoza 2020. (Wayback Machine)
- Facebook NK Bugojno Zug